# Розенберг Борис Олександрович
Бори́с Олекса́ндрович Розенбе́рг (1936—2008) — учений- хімік, фахівець в галузі хімічної фізики високомолекулярних сполук.

## Життєпис
Народився 1936 року в місті Кривий Ріг. З відзнакою закінчив Дніпропетровський хіміко-технологічний інститут.
1961 року вступив до аспірантури Науково-дослідного фізико-хімічного інституту ім. Л. Я. Карпова, пройшов школу академіка С. С. Медведєва, 1965-го захистив кандидатську дисертацію.
Під час навчання в аспірантурі познайомився з двома представниками Московського інституту хімічної фізики АН СРСР — професорами Л. О. Блюменфельдом і М. С. Єніколоповим, який запросив його на роботу в філію Інституту в Черноголовці.
З 1965 року працював в Інституті проблем хімічної фізики РАН в Черноголовці, пройшов шлях від молодшого наукового співробітника до завідувача відділу полімерів і композиційних матеріалів.
1972 року захистив докторську дисертацію.
З 1978 по 1994 рік — професор Московського фізико-технічного інституту, а з 1995-го — професор Підмосковного філії МДУ в Чорноголовці.
Помер 19 жовтня 2008 року.
Спільно зі співробітниками досліджував регенерацію каучуку з автомобільних шин — для створення на основі регенерованого каучуку гумових виробів і високоміцних та вологостійких бітумних композицій з високою морозостійкістю (до — 300 °).
- Працював над теорією фазового поділу, індукованого ствердненням багатокомпонентних олігомерних систем
- виявив невідомий раніше дифузний механізм релаксації вільного об'єму аморфних полімерів
- встановив закономірності процесів затвердіння рідкокристалічних епоксидних мономерів в магнітному полі
- отримав фундаментальні результати щодо з'ясування кінетичних особливостей і механізму аніонної полімеризації вінілових мономерів, що містять групи з лабільним атомом водню.

Як педагог підготував 19 кандидатів і 6 докторів наук.
Є автором і співавтором понад 600 наукових праць, з них 14 монографій, книг і 40 винаходів.
Нагороджений
- Бронзовою медаллю ВДНГ (1968) — «за розробку технології термостабільних полімерів на основі формальдегіду і триоксану»
- Премією імені В. О. Каргіна (за 2005 рік, спільно з Маневичем Леонідом Ісаковичем та Чалих Анатолієм Євгеновичем) — за серію робіт «гетерофазні сітчасті полімерні матриці: розвиток теоретичних уявлень і експериментальних методів дослідження»
- Премією ІПХФ РАН імені Ф. І. Дубовицького (2005) — за роботи по аніонній полімеризації вінілових мономерів з рухомим атомом водню
- Заслужений діяч науки Російської Федерації (2006).